# Thor Stenström
Thor August Frithiof Stenström, född 8 december 1883 i Malmö, död 17 oktober 1958 i Helsingborg, var en svensk läkare.
Stenström blev student vid Lunds universitet 1902, medicine kandidat 1908, medicine licentiat 1912, medicine doktor 1915 och var docent i praktisk medicin i Lund 1917–24. Han var underläkare vid medicinska kliniken i Lund 1914–17, underläkare vid Orups sanatorium 1918–19, biträdande lärare i medicin vid Lunds universitet 1914–17, i fysikalisk diagnostik där 1918–19 och lärare vid Sydsvenska gymnastikinstitutet 1917–19. Han var överläkare vid medicinska avdelningen på läns- och stadslasarettet i Helsingborg 1924–50, styresman där 1925–50 och tilldelades professors namn 1947.
Stenström var ordförande i Svenska internförbundet 1930–32 (hedersledamot), Nordvästra Skånes läkarförening 1931 (hedersledamot), Lunds läkarsällskap 1936–37, i direktionen för barnsjukhuset i Helsingborg 1939–44, vice ordförande i direktionen och sjukvårdsberedningen för Helsingborgs sjukvårdsinrättning 1945 och 1946, i Svenska föreningen för Invärtesmedicin 1948, styrelseledamot i gemensamma sjukvårdsberedningen för Malmöhus län och Helsingborg 1935–50 och medlem av Medicinalstyrelsens vetenskapliga råd 1948–53. Han utgav ett flertal vetenskapliga skrifter huvudsakligen inom invärtes medicin.
Stenström ligger begraven på Donationskyrkogården i Helsingborg.